# Reet
Reet est une section de la commune belge de Rumst située en Région flamande dans la province d'Anvers. C'était une commune à part entière avant la fusion des communes de 1977.

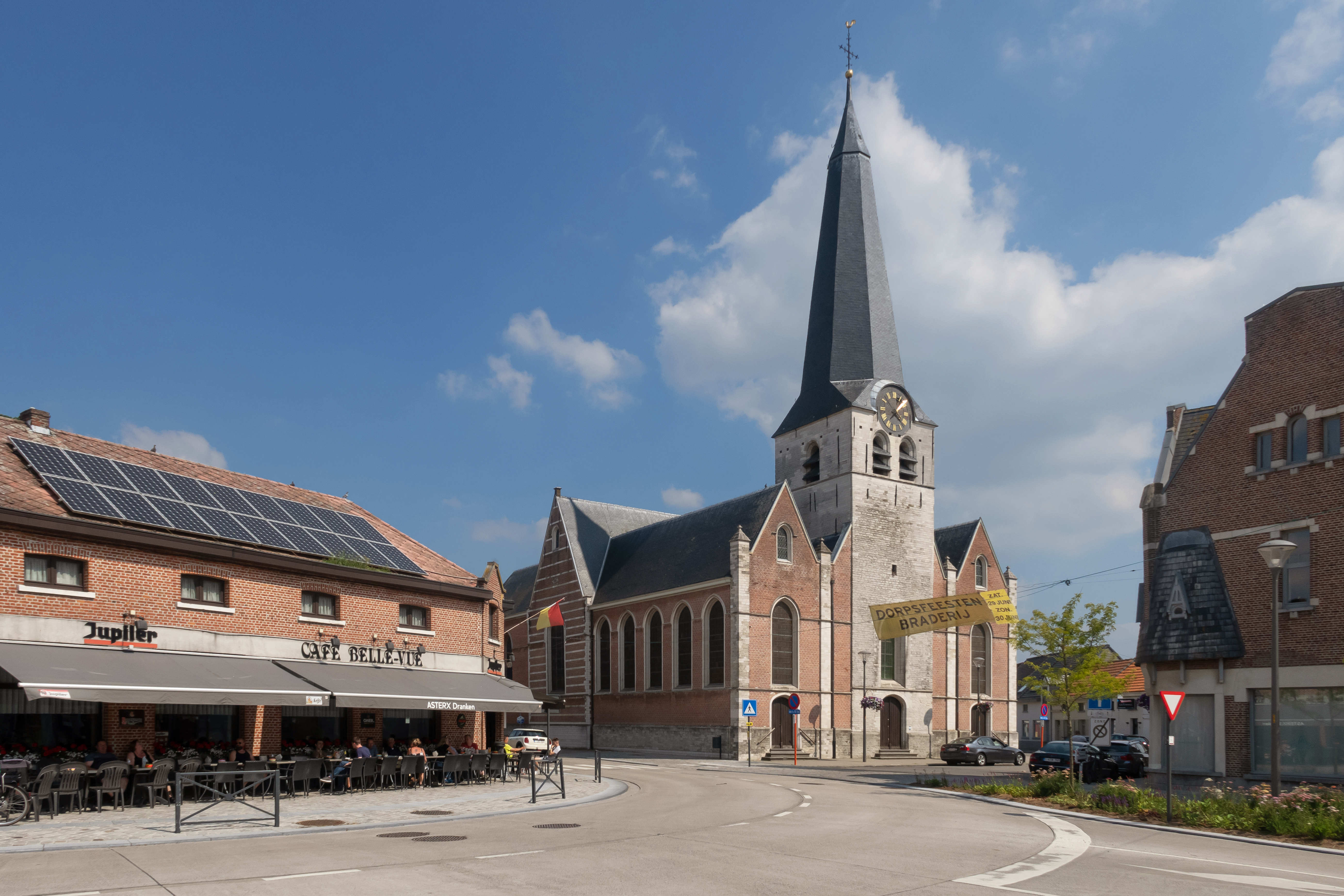
L'église: parochiekerk Heilige Maria Magdalena

## Démographie

### Évolution démographique
- Sources : INS, Rem. : 1806 jusqu'en 1970 = recensements, 1976 = nombre d'habitants au 31 décembre[2].

## Personnalités
- Glen De Boeck, footballeur belge
- Eddy Merckx, champion de billard